# Bofors AK5

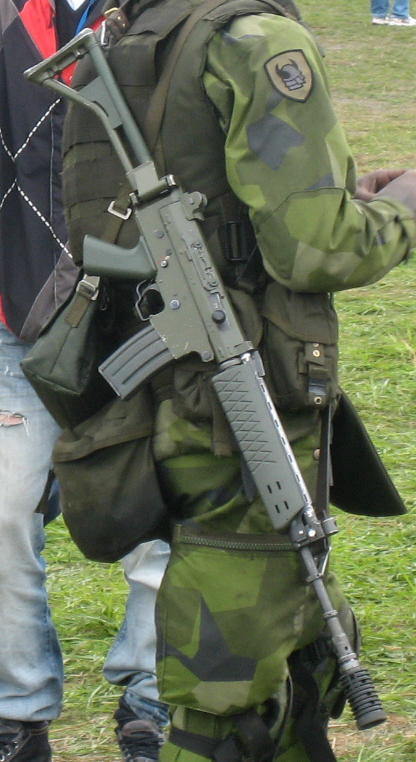
Fusil d’assaut Ak5.

Le fusil d'assaut (FA) Ak5 (automatkarbin 5 soit Carabine automatique 5) est la  version suédoise du FN FNC ayant subi certaines modifications, principalement pour l'adapter au climat scandinave.
L'Ak5 est réglementaire dans l'armée suédoise depuis 1985 en remplacement de l'AK4. Le fusil belge a triomphé d'une version locale du IMI Galil. Elle a été produite par la FN Herstal puis en Suède par Bofors. Il doit être remplacé par le Automatkarbin 24 (en) à partir de 2025 complété par un achat en urgence de 15 000 Colt M4 fin 2024.
Il a été fabriqué plusieurs variantes : les Ak 5B (muni  d'une lunette) et Ak 5D (version courte). L'AK5 peut recevoir le lance-grenades M203.

## Différences Bofors Ak5/FN FNC
Contrairement au FA belge, l'Ak5 dispose d'un garde-main en polymère plat long, couvrant du puits de chargeur au guidon et vert foncé (noir sur les versions C et D), d'une nouvelle crosse et d'un pontet arctique. Les Suédois ont également modifié la queue de détente, le levier d'armement, les organes de visée et les anneaux de grenadières. Le sélecteur de tir est dépourvu du limiteur de rafale. De même, l'extracteur et la culasse ont été adaptés.

### Fiche technique Ak5 standard
- Munition : 5,56 mm OTAN
- Longueur crosse dépliée/repliée : 1,01 m/75 cm
- Canon : 45 cm
- Masse (sans magasin): 3,9 kg
- Masse (magasin plein): 4,5 kg
- Sélecteur : coup par coup/rafales libres
- Cadence de tir théorique : 650 coups par minute
- Chargeur : cintré trente coups

### Fiche technique Ak5-B
La version Ak5-B garde la longueur du modèle standard mais il est équipé d'une optique SUSAT L9A1 au tritium. Sa masse varie de 4,8 à 5,4 kg (fusil chargé). Sa version pour tireur de précision dispose d'un appuie-joue sur la crosse.

## Les Ak5-C et Ak5-CF

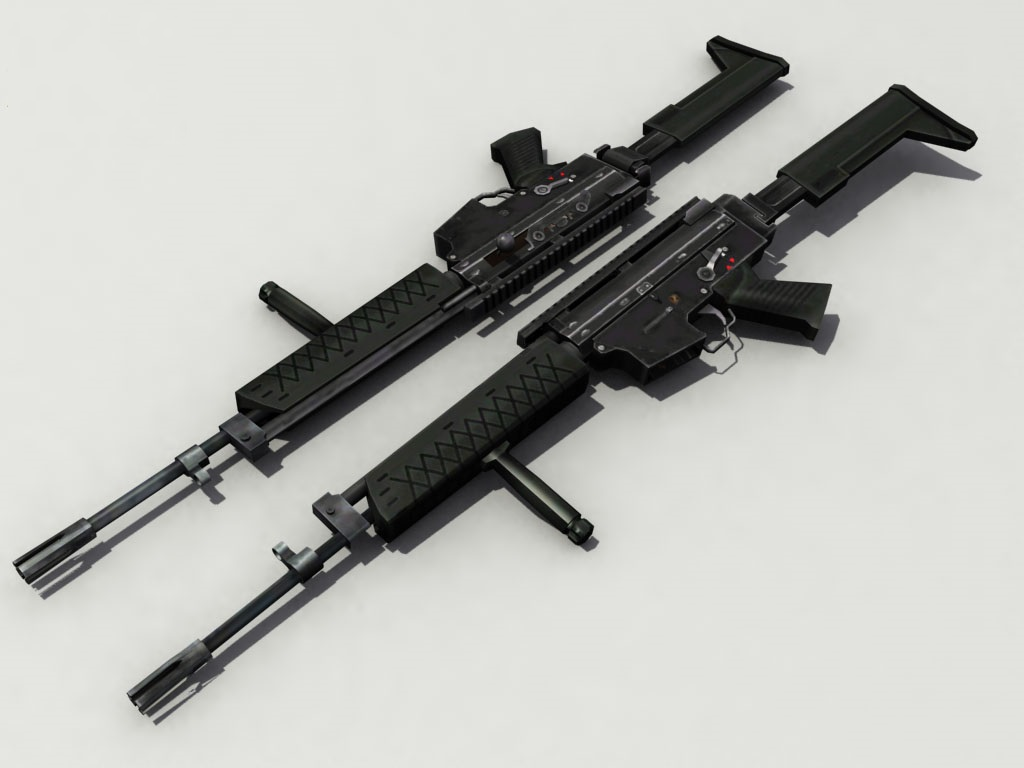
Un rendu en 3D de l’Ak5-CF

La carabine automatique Ak5C est une évolution améliorée de l'AK5 original. Elle est issue du prototype CGA5C2 (Carl Gustav Automatikkarabin 5 C2). Le fonctionnement a été simplifié. Il a été muni d'une nouvelle poignée-pistolet et d'une bretelle permettant la liberté de mouvement du soldat. La présence de rails Picatinny a permis de remplacer hausse et guidon au profit d'un large choix d'optiques et le montage d'une poignée antérieure sous le fût. Cette nouvelle version (appelée aujourd'hui Ak5CF = Ak5C expérimental) pourrait remplacer définitivement l'Ak5 standard. Il côtoiera ainsi l'Ak5-D.

## L'Ak5-D

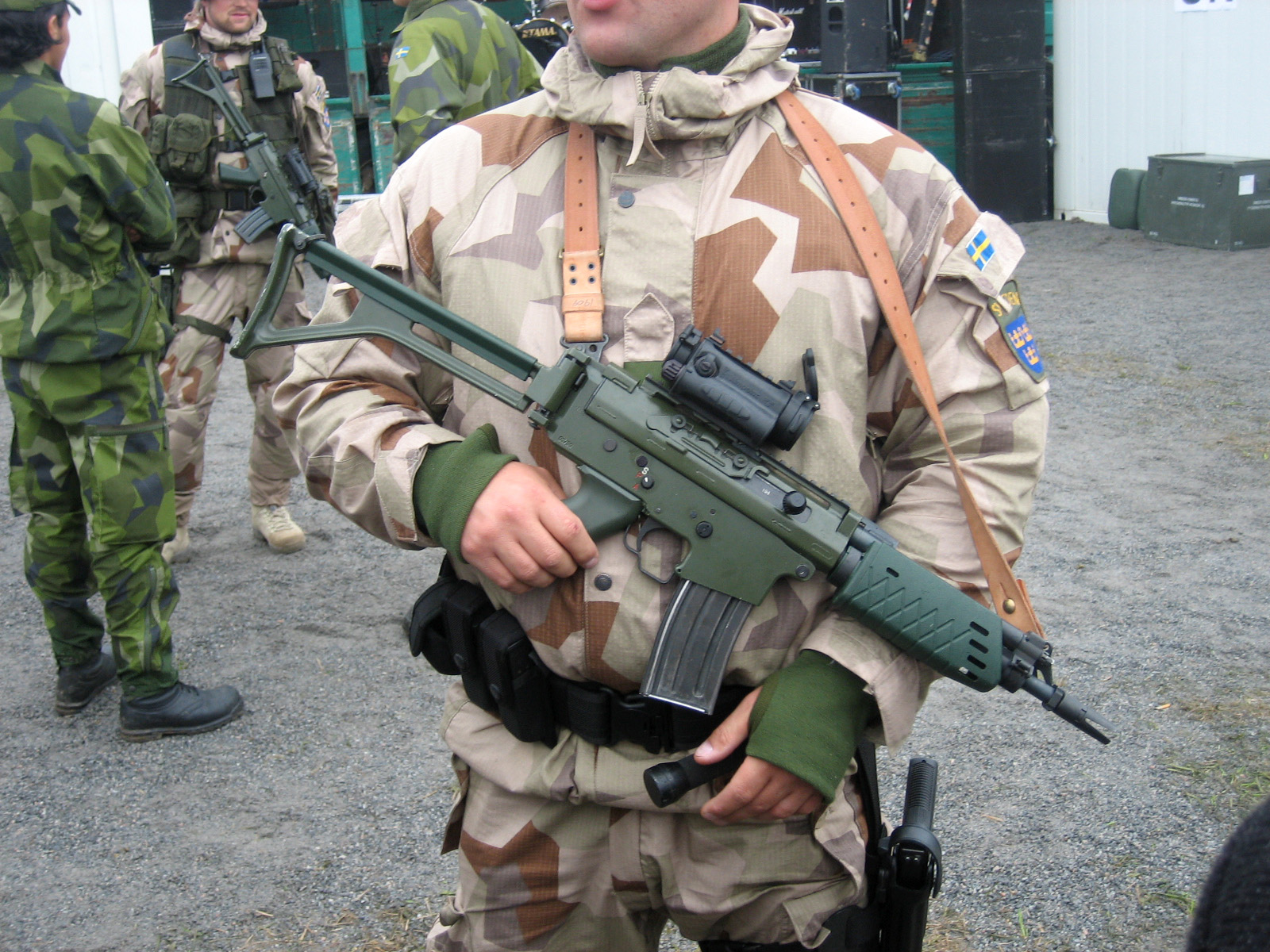
Ak5-D au cou d’un militaire suédois

L'Ak5-D est la version compacte de l'Ak5-C. Elle est réservée au guerre urbainecombat urbain et aux commandos-marine.

## CGA5P
La CGA5P (Carl Gustav Automatikkarabin 5 Police), incorrectement appelée parfois Ak5DP, est une version du fusil d'assaut Ak5-D utilisée par les polices norvégienne et suédoise. C'est un Ak5-D noir, au lieu de l'habituel vert militaire, avec le mode automatique bloqué à l'aide d'une vis imbus (six pans creux).